# Zastava 101
Zastava 101 je licenční verze Fiatu 128 vyráběná automobilkou Zastava. První kusy karosářské verze hatchback vyrobila 15. října 1971. Karoserii navrhl Fiat, který sám ale takovýto model nevyráběl. Stylistické řešení nevyvolalo sympatie šéfa koncernu Gianni Agnelliho. Do konce roku 2008 bylo vyrobeno 1 033 841 Zastav 101. Po ukončení výroby Fiatu 128 produkovala Zastava od roku 1980 i původní sedany. Těch za 28 let vzniklo 225 834.
V ČSSR se s označením Zastava 1100 prodával pětidveřový hatchback. Vyráběl se i ve třídveřové verzi. Jinde Zastava 101 nesla označení Zastava Skala, Yugo Skala nebo Zastava 1300. 

## Fotogalerie

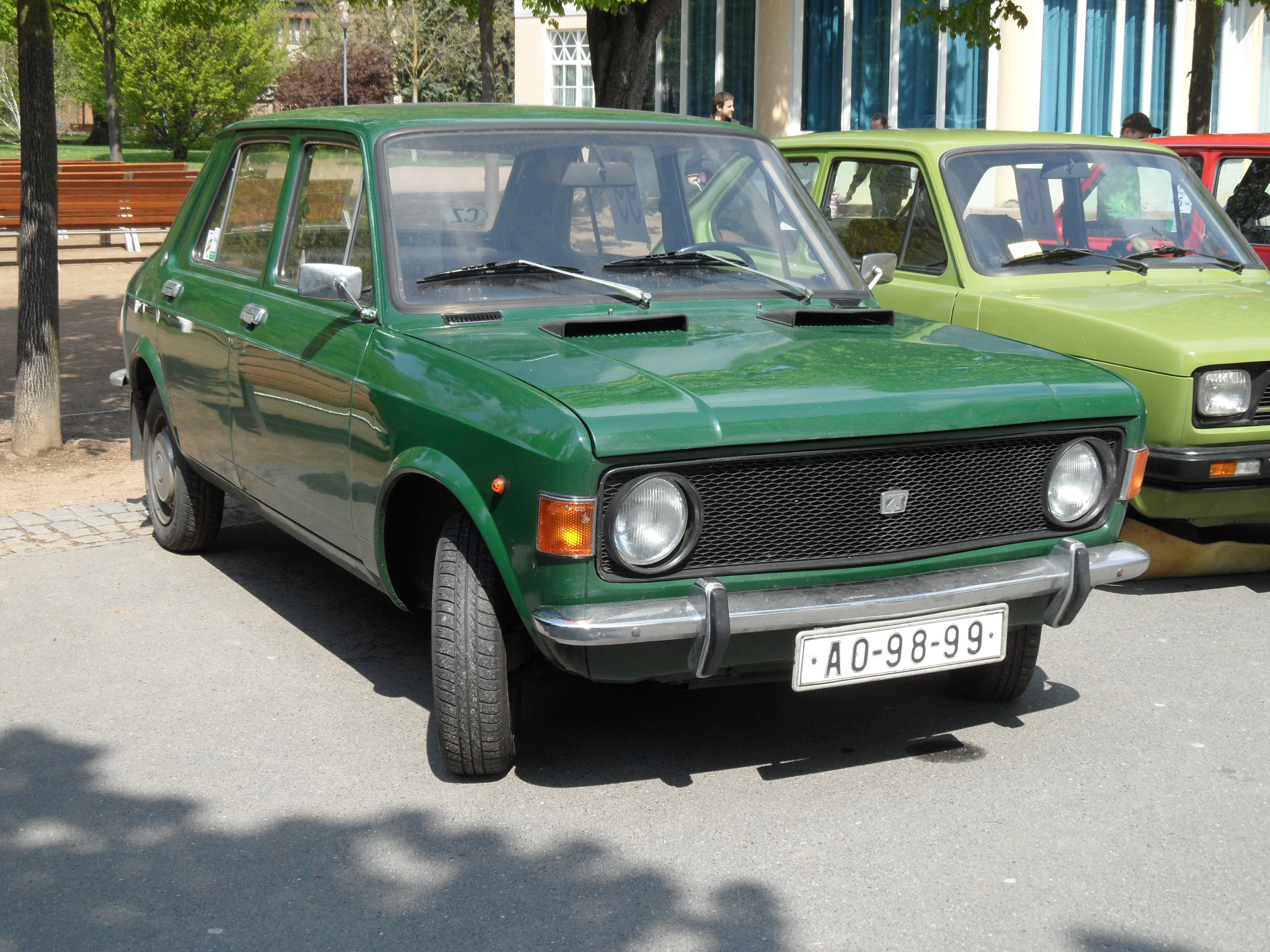
Zastava 1100 na srazu v Poděbradech
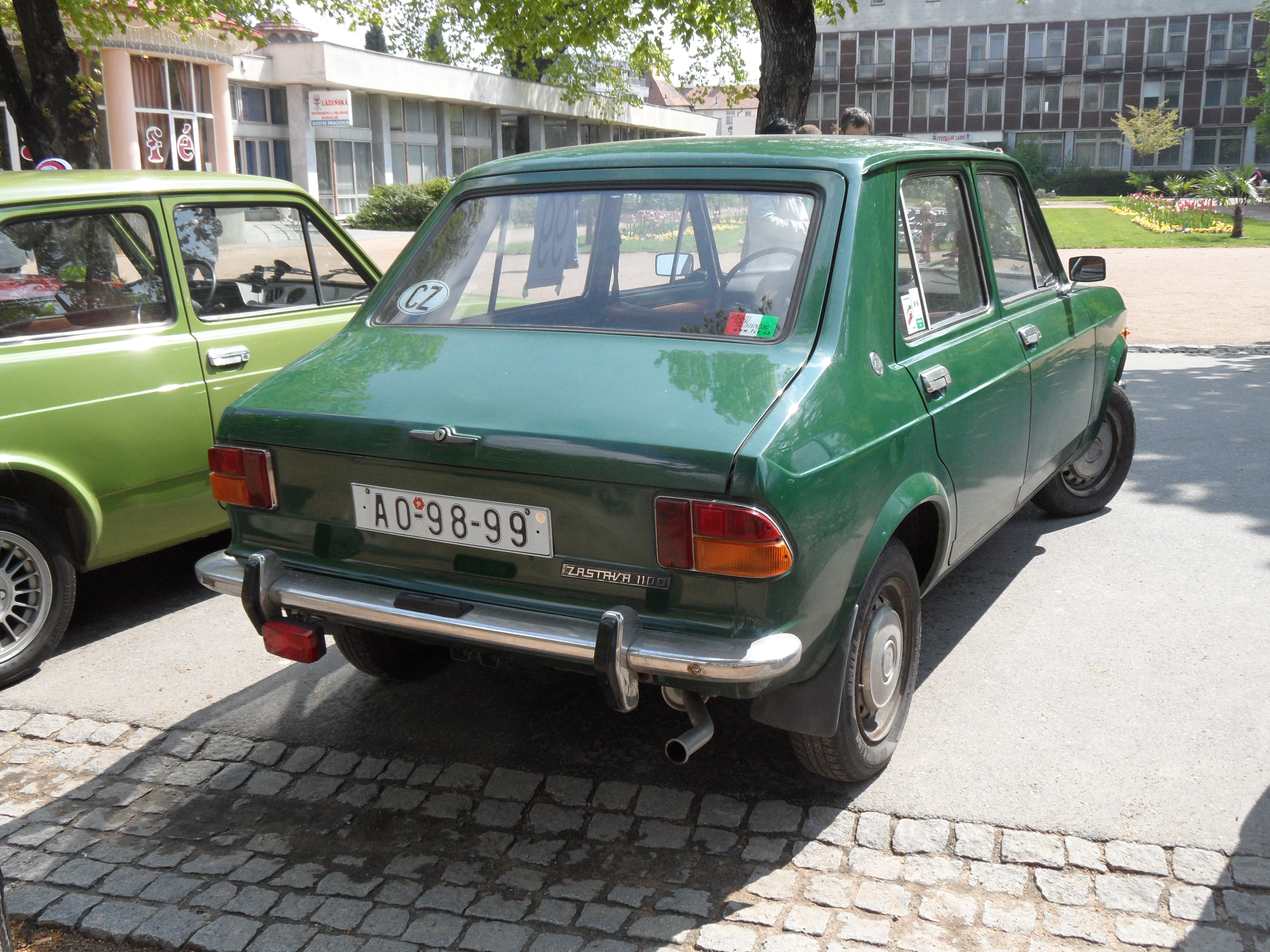
Zastava 1100 na srazu v Poděbradech
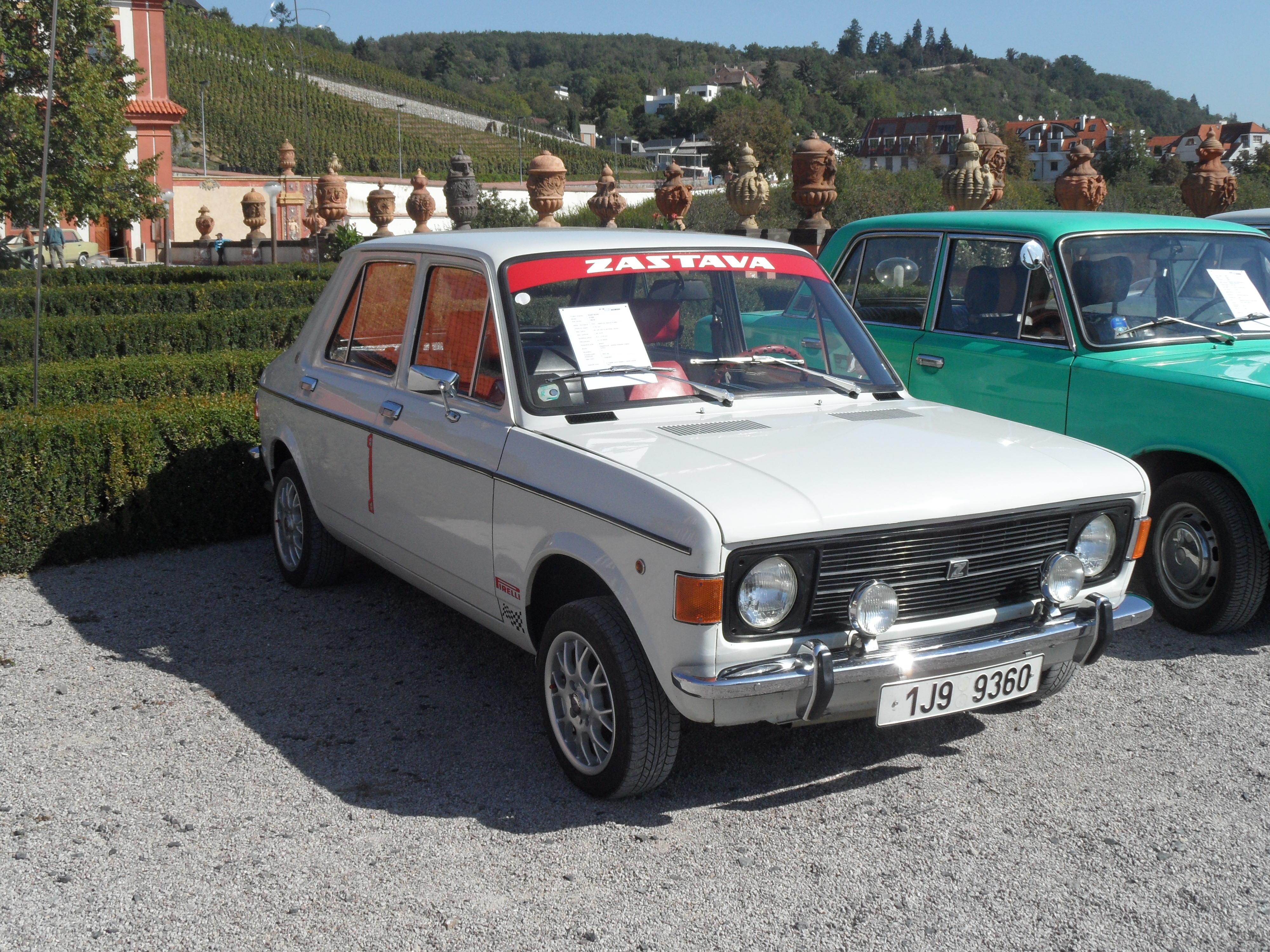
Zastava 1100 (rok 1978) na 120 let FIAT
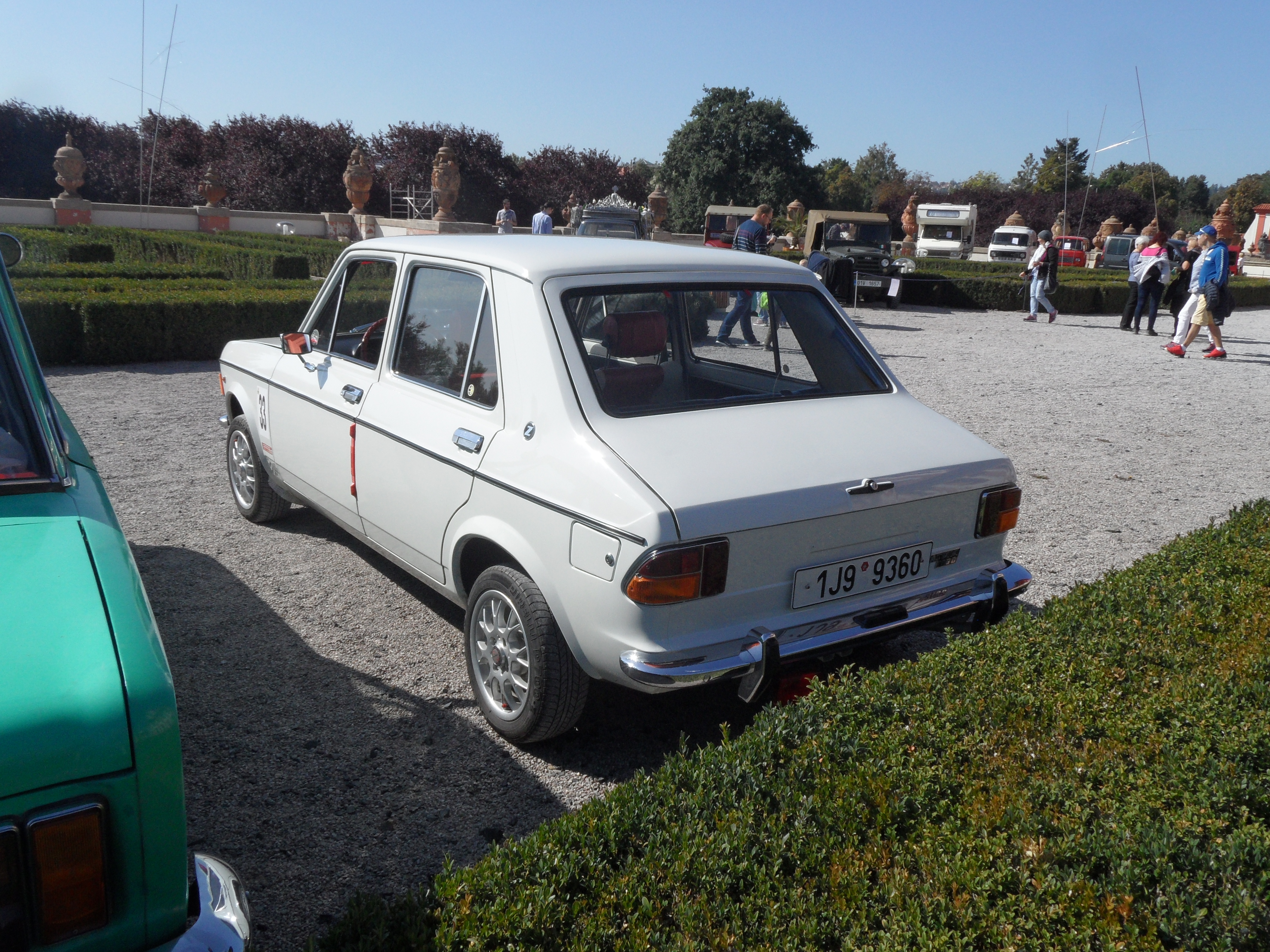
Zastava 1100 (rok 1978) na 120 let FIAT